# Lepidagathis hainanensis
Lepidagathis hainanensis är en akantusväxtart som beskrevs av Hsien Shui Lo. Lepidagathis hainanensis ingår i släktet Lepidagathis och familjen akantusväxter. Inga underarter finns listade i Catalogue of Life.